# Cistus souliei
Cistus souliei är en solvändeväxtart som beskrevs av Coste. Cistus souliei ingår i släktet Cistus och familjen solvändeväxter. Inga underarter finns listade i Catalogue of Life.